# Возврат (фильм, 2004)
«Возврат» (англ. Cashback) — короткометражный художественный фильм, снятый британским режиссёром Шоном Эллисом и спродюсированный Лене Босейджер. В главной роли снялся Шон Биггерстафф. Первая премьера фильма состоялась 1 августа 2004 года на Международном фестивале короткометражных фильмов в Сан-Паулу (Бразилия). Фильм получил несколько наград на кинофестивалях, а также в 2006 году был номинирован на премию «Оскар» в номинации «Лучший игровой короткометражный фильм».

## Сюжет
Молодой человек Бен Уиллис (Шон Биггерстафф) работает в супермаркете, торгуя каждый рабочий день своими восемью часами и получая за работу наличные деньги, которыми он оплачивает учёбу в художественном колледже. Он рассказывает, что торговать временем — это искусство, и у каждого из сотрудников магазина есть свой подход к этому искусству. Так, Шерон Пинти (Эмилия Фокс) знает важное правило, согласно которому чем чаще человек смотрит на время, тем медленнее оно движется. Чтобы не следить за временем, она заклеила свои наручные часы и избегает взглядов на настенные. Другие сотрудники, Барри Брикман (Майкл Диксон) и Мэтт Стивенс (Майкл Ламборн), ездят по залу супермаркета на самокатах.
Барри и Мэтт стоят у витрины с колбасными изделиями, продают старой леди (Хэтти Ример) колбаски, после чего дурачатся. Это видит их начальник, мистер Дженкинс (Стюарт Гудвин), и выносит им последнее предупреждение. Первое они получили ранее, после того, как были замечены в подкладывании женщинам бутылочек шампуня, похожих на секс-игрушки. В следующем флешбэке показано, как Мэтт и Барри решили устроить гонку на самокатах и в ходе гонки врезаются в покупателя.
В следующую очередь Бен рассказывает о своём искусстве торговли временем. Он представляет обратное — что время останавливается. Несмотря на остановившееся время, Бен может ходить по неподвижному залу среди покупателей. Мечтая стать художником, он таким образом может реализовать своё увлечение — рисовать женские формы с натуры. В остановленном времени Бен использует для этого тела покупательниц. Во флешбэке показано, что Бен начал увлекаться женскими формами в детском возрасте, когда в его доме жила шведская студентка, которая не стеснялась ходить обнажённой.
Закончив написание картин, Бен возвращает одежду женщин в исходное состояние, затем переносит мистера Дженкинса, пытающегося понравиться Шерон, к Барри, от которого по направлению к Мэтту летит пакет с молоком. Чтобы вновь запустить время, Бену достаточно щёлкнуть пальцами.

## Актёры
| Актёр                                   | Роль                                   |
| --------------------------------------- | -------------------------------------- |
| Шон Биггерстаф                          | Бен Уиллис (студент колледжа искусств) |
| Эмилия Фокс                             | Шэрон Пинти                            |
| Стюарт Гудвин (англ. Stuart Goodwin)    | Дженкинс (босс)                        |
| Майкл Диксон (англ. Michael Dixon)      | Барри Брикмэн                          |
| Майкл Ламборн (англ. Michael Lambourne) | Мэтт Стивенс                           |
| Кили Хэйзелл                            | замороженная девушка                   |

## Награды и номинации
| Дата церемонии | Премия                                                  | Категория                                            | Лауреаты и номинанты    | Результаты |
| -------------- | ------------------------------------------------------- | ---------------------------------------------------- | ----------------------- | ---------- |
| 2004           | Европейский фестиваль короткометражных фильмов в Бресте | Гран-при фестиваля                                   | Шон Эллис               | Победа     |
| 2004           | Чикагский кинофестиваль                                 | «Лучший короткометражный фильм»                      | Шон Эллис               | Победа     |
| 2004           | Фестиваль короткометражных фильмов в Лёвене             | Приз зрительских симпатий                            | Шон Эллис               | Победа     |
| 2005           | FIKE                                                    | Приз зрительских симпатий                            | Шон Эллис               | Победа     |
| 2005           | Фестиваль короткометражных фильмов в Лилле              | Первый приз                                          | Шон Эллис               | Победа     |
| 2005           | Tribeca Film Festival                                   | «Лучший сюжетно-тематический короткометражный фильм» | Шон Эллис               | Победа     |
| 2006           | «Оскар»                                                 | «Лучший игровой короткометражный фильм»              | Шон Эллис, Лин Баузагер | Номинация  |

## Полнометражный фильм
На волне успеха короткометражного фильма в конце 2006 года компанией Gaumont был выпущен полнометражный фильм. Первая, «североамериканская» премьера состоялась 10 сентября 2006 года на Международном кинофестивале в Торонто; фильм также был показан в ряде других международных фестивалей. DVD-версия для Европы была реализована год спустя, в сентябре 2007 года. Продюсированием занялась Ugly Duckling.